# Lengua de señas taiwanesa
La lengua de señas taiwanesa (en chino tradicional, 台灣手語; pinyin, Táiwān Shǒuyǔ) es la lengua de señas más utilizada por la comunidad sorda de Taiwán. Hacia 2005, el lingüista Wayne H. Smith estimaba que la lengua de señas taiwanesa poseía alrededor de 30 000 usuarios, aunque la base de datos Ethnologue considera que este número se encuentra en descenso. La lengua de señas taiwanesa guarda gran parecido e inteligibilidad con la lengua de señas japonesa y la lengua de señas coreana, formando todas ellas la familia lingüística de la lengua de señas japonesa.

## Historia
En sus orígenes, la LST se desarrolló a partir de la lengua de señas japonesa durante el dominio japonés de Taiwán (1895-1945).: 501  Durante este periodo, las autoridades coloniales japonesas establecieron las escuelas para sordos de Tainan (1915) y de Taipéi (1917), aunque mantuvieron poca comunicación entre ellas hasta el fin de la Segunda Guerra Mundial, y recibieron profesores provenientes de Osaka y Tokio, respectivamente, trayendo consigo algunos rasgos dialectales diferenciados de la lengua de señas japonesa.: 188  Tras el fin del dominio colonial, la instrucción en lengua de señas japonesa continuó bajo la administración de Lin Wensheng en Taipéi y Chen Tiantan en Tainan, profesores taiwaneses formados en Japón.: 189 
En 1949, el exilio del gobierno nacionalista chino a Taiwán trajo consigo una cantidad considerable de refugiados, entre los que se encontraban usuarios de la lengua de señas china y profesores de las escuelas para sordos de Nankín y Shanghái.: 189  A partir de este periodo, la naciente lengua de señas taiwanesa se vio ampliamente influenciada por la lengua señas china y por los métodos de enseñanza de los nuevos profesores.: 189 
La lengua de señas taiwanesa permaneció sin ser documentanda hasta 1959, con la publicación de una traducción de algunas señas japonesas al chino preparada por Li Minghuang. En este trabajo, el investigador apuntó la vitalidad de algunas señas de la ciudad de Osaka en las escuelas para sordos de Taipéi y de Tainan y, además, reportó la homogeneización progresiva de las señas de ambas comunidades.: 190  Es a partir de entonces, y especialmente desde la década de 1970, que comienza la investigación formal de la lengua de señas taiwanesa.: 190  El primer Simposio Internacional sobre Lingüística de Lengua de Señas Taiwanesa se llevó a cabo en marzo de 2003, en la Universidad Nacional Chung Cheng, en Minxiong, Chiayi, Taiwán.

## Descripción lingüística
La LST presenta inteligibilidad mutua tanto con la lengua de señas japonesa como con la lengua de señas coreana;  se estima que la LST tiene alrededor de un 60% de semejanza léxica con la lengua de señas japonesa.: 501 
Existen dos dialectos principales de la LST, centrados en dos de las tres principales escuelas de lenguas de señas de Taiwán: uno en Taipéi y otro en Tainan. Existe otra variante en Taichung, aunque se considera que es esencialmente la misma que la de la escuela de Tainan.

### Marcadores funcionales
La LST, como otras lenguas de señas, incorpora marcadores no manuales con funciones léxicas, sintácticas, discursivas y afectivas. Estos incluyen: levantar y arrugar las cejas, fruncir la frente, sacudir y asentir con la cabeza e inclinar o girar la posición del torso.: 507 

## En la cultura popular
El thriller psicológico El bosque silencioso (2020) desarrolla la mayor parte de sus diálogos en lengua de señas taiwanesa, con algunas porciones menores en mandarín y taiwanés.